# Una storia americana - Capturing the Friedmans
Una storia americana - Capturing the Friedmans (Capturing the Friedmans) è un film documentario del 2003, diretto dall'esordiente Andrew Jarecki. Si focalizza sulle indagini svolte negli anni ottanta riguardo Arnold e Jesse Friedman, accusati di abuso sessuale su bambini.
Acclamato a livello internazionale dalla critica cinematografica di numerosi paesi, si aggiudicò diversi riconoscimenti, mancando, però, la vittoria all'edizione 2004 dei premi Oscar nella categoria Miglior documentario.

## Trama
Il film documenta una vicenda che scosse l'America negli anni ottanta. La vita dei Friedman, apparentemente un'anonima famiglia medio borghese, è sconvolta quando Arnold, il capofamiglia, e Jesse, il figlio minore, vengono arrestati e accusati di aver sessualmente abusato di numerosi bambini. A catturarli - a catturarne l'immagine di vergogna e colpa - in quel 26 novembre 1987, giorno del ringraziamento, c'erano però anche le telecamere, e con esse gli sguardi della comunità del sobborgo residenziale di Great Neck.

## Nascita del progetto
L'idea iniziale di Jarecki era quella di fare un film sugli animatori di feste per bambini a New York, fra questi c'era il popolare clown David Friedman. Durante le sue ricerche, Jarecki apprese che il fratello e il padre di Friedman erano stati condannati per abuso sessuale su minori. Jarecki intervistò gran parte dei bambini coinvolti e finì per fare un film sulla famiglia Friedman.

## La vicenda
Le indagini sulla vita di Arnold Friedman cominciarono quando, in seguito ad un'operazione federale, gli fu recapitata come esca una rivista pedopornografica dai Paesi Bassi. Dopo aver appreso che Friedman dava lezioni di informatica per bambini in casa sua, la polizia locale aveva cominciato a sospettare che abusasse dei suoi studenti. Durante la perquisizione della sua casa a Great Neck, New York, gli investigatori trovarono una ampia collezione di materiale pedopornografico. Nelle dichiarazioni rilasciate alla polizia, parte degli allievi di Friedman affermò che durante le lezioni egli faceva degli strani giochi sessuali. Jarecki intervistò alcuni dei bambini, e fra questi qualcuno disse di essere stato nella stessa stanza insieme alle supposte vittime e che non era successo nulla.
Il film mostra le indagini della polizia come la genesi di una "caccia alle streghe" nella comunità dei Friedman. Durante l'attesa del processo (di Arnold e, in seguito, del figlio Jesse), i Friedman girarono alcuni filmati casalinghi. Erano autorizzati a stare a casa in modo da prepararsi per la corte. Le immagini non erano pensate per essere mostrate in pubblico bensì come un modo per registrare quello che stava accadendo nelle loro vite. Il film mostra molti di questi filmati: cene di famiglia, conversazioni e litigi. La moglie di Arnold decide in fretta che il marito è colpevole e gli suggerisce di confessare e proteggere loro figlio.
Arnold Friedman fu ritenuto colpevole dei reati di sodomia e abuso sessuale, e morì in prigione nel 1995, mentre Jesse Friedman è stato rilasciato nel 2001, dopo aver scontato 13 anni della sua pena.

## Riconoscimenti
- 2003 - Sundance Film Festival
  - Gran premio della giuria